# Jean-Pierre Rivalz
Jean-Pierre Rivalz, ou Rivals est un peintre et architecte français né à Labastide-d'Anjou le 27 juillet 1625, et mort à Toulouse le 17 mai 1706.
Élève du frère Ambroise Frédeau, il fait le voyage d'Italie et est influencé par l'art baroque romain. Rentré à Toulouse, il accède à de hautes responsabilités et est l'un des peintres toulousains les plus productifs de la période. Il forme dans son atelier des artistes importants du siècle suivant tels que Marc Arcis, Raymond Lafage et son propre fils, Antoine Rivalz.

## Biographie
Jean-Pierre Rivalz naît à Labastide-d'Anjou, dans le diocèse de Saint-Papoul, en 1625. Il est formé à Toulouse, où il vient en 1641, dans l'atelier du peintre Ambroise Frédeau, frère lai au couvent des Augustins. En 1656, il participe à la construction de la chapelle Saint-Antoine, église du couvent des religieux de Saint-Antoine-du-Salin. Il quitte la ville, certainement vers 1657 pour terminer sa formation par un voyage à Rome, où il cultive son goût de l'Antiquité et des ruines romaines. Il est influencé par les maîtres de l'art baroque romain, en particulier Ciro Ferri. Il y rencontre le peintre Nicolas Poussin et participe aux travaux de réfection de l'hôpital du Saint-Esprit de Rome.

Jardin du Chevalier Rivalz avec le relief aux Amazones

Revenu à Toulouse en 1666, il commence à exercer comme peintre et architecte et développe son activité. Il se constitue une collection d'antiques, en particulier de sculptures en marbre d'un temple antique trouvé dans la Garonne, près de la chaussée du Bazacle, au milieu du XVIIe siècle comme le Relief des Amazones qu'il expose dans le jardin de sa maison de l'actuelle rue Rivals.
Il épouse en 1666 Perrette de Caillavel. Le couple a dix enfants, dont le peintre Antoine Rivalz.
En 1667, il obtient la charge d'architecte et peintre de l’hôtel de ville de Toulouse. Cette charge, faiblement rémunérée, lui donne un vaste atelier au sein du Capitole, où se rencontrent les artistes locaux et ses élèves, peintres, sculpteurs et orfèvres, tels que le sculpteur Marc Arcis et le dessinateur Raymond Lafage. Surtout, cette situation lui permet de nouer des relations avec la noblesse et la haute bourgeoisie toulousaine. Il bénéficie ainsi d’un quasi-monopole des commandes publiques, religieuses et privées à Toulouse.
En 1668, le prieur des Hospitaliers de l'ordre de Saint-Jean de Jérusalem, Antoine de Roubin-Granson, lui commande la reconstruction complète de l'ancien prieuré de Toulouse, connu comme hôtel Saint-Jean, rue de la Dalbade. Les travaux, commencés en 1668 se poursuivent jusqu'en 1680.
À la fin du xviie siècle, les capitouls entreprennent de réhabiliter les galeries du Capitole : Jean-Pierre Rivalz commence, en 1674, l’aménagement des deux premières. En revanche, le projet de façade qu'il soumet aux capitouls est finalement abandonné par manque de moyens.
Il meurt à Toulouse le 17 mai 1706.

## Œuvres

### Peinture
- La Chapelle des carmélites de Toulouse : peinture murale et plafond[4].
- Visitation : Huile sur toile Cathédrale Saint-Étienne de Toulouse - Tableau classé [5].
- Visitation : tableau du retable de la Chapelle Notre-Dame-de-Nazareth de Toulouse.
- Clémence Isaure. Cette peinture fut commandée en 1678 par les Capitouls comme dessus de porte de la première galerie du Capitole de Toulouse (musée des Augustins, Toulouse).
- La Fondation d'Ancyre par les Tectosages. Cette peinture murale fut ruinée par l'humidité et le salpêtre, c'est son fils Antoine qui fut chargé en 1723 de repeindre cette composition.
- La Communion de la Vierge. Commande pour l'église de la Chartreuse et déposée à la Basilique Saint-Sernin de Toulouse.
- Ajax traîne hors du temple Cassandre, fille de Priam et d'Hercule, huile sur papier, marouflé sur toile, 53.5 x 65.5 cm (Musée des Beaux-Arts de Dijon)[6].
- Portrait allégorique[7] (musée Atger, Montpellier).
- Caricatures et études de têtes. Dessin (musée du Louvre, Paris).
- Profils caricaturaux. Dessin (musée du Louvre, Paris).

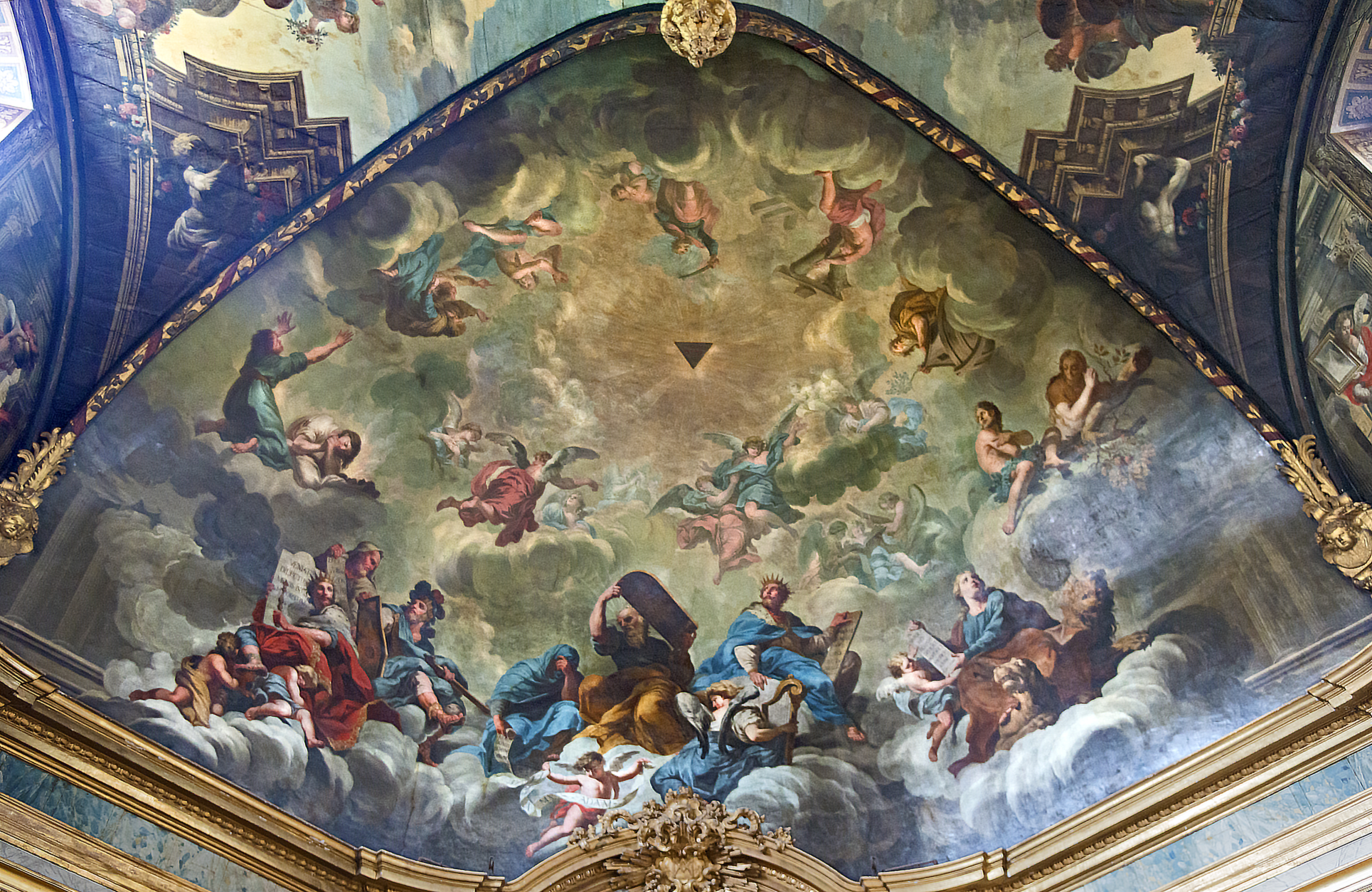
Chapelle des Carmélites de Toulouse - Plafond du Chœur
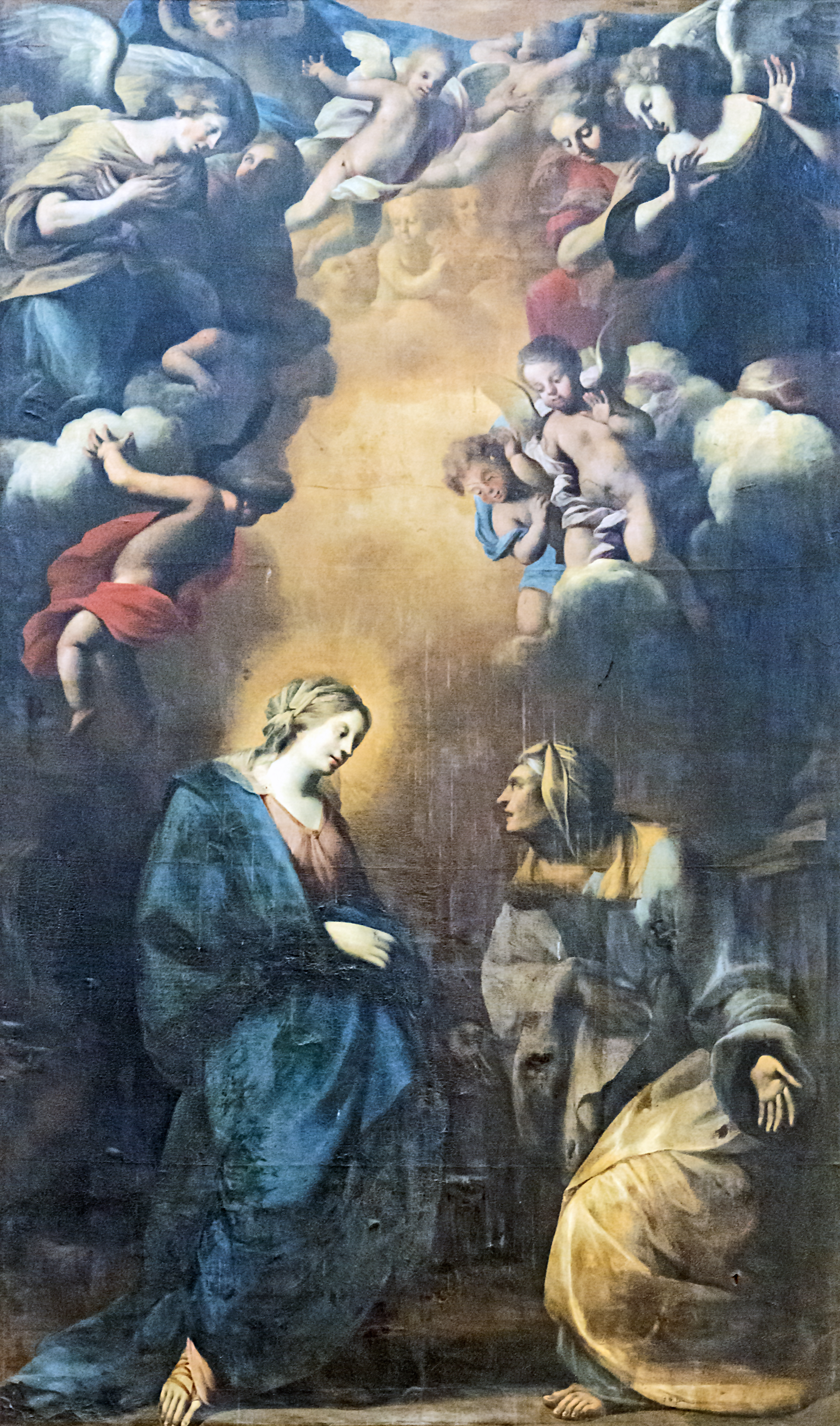
La Visitation Cathédrale Saint-Étienne de Toulouse
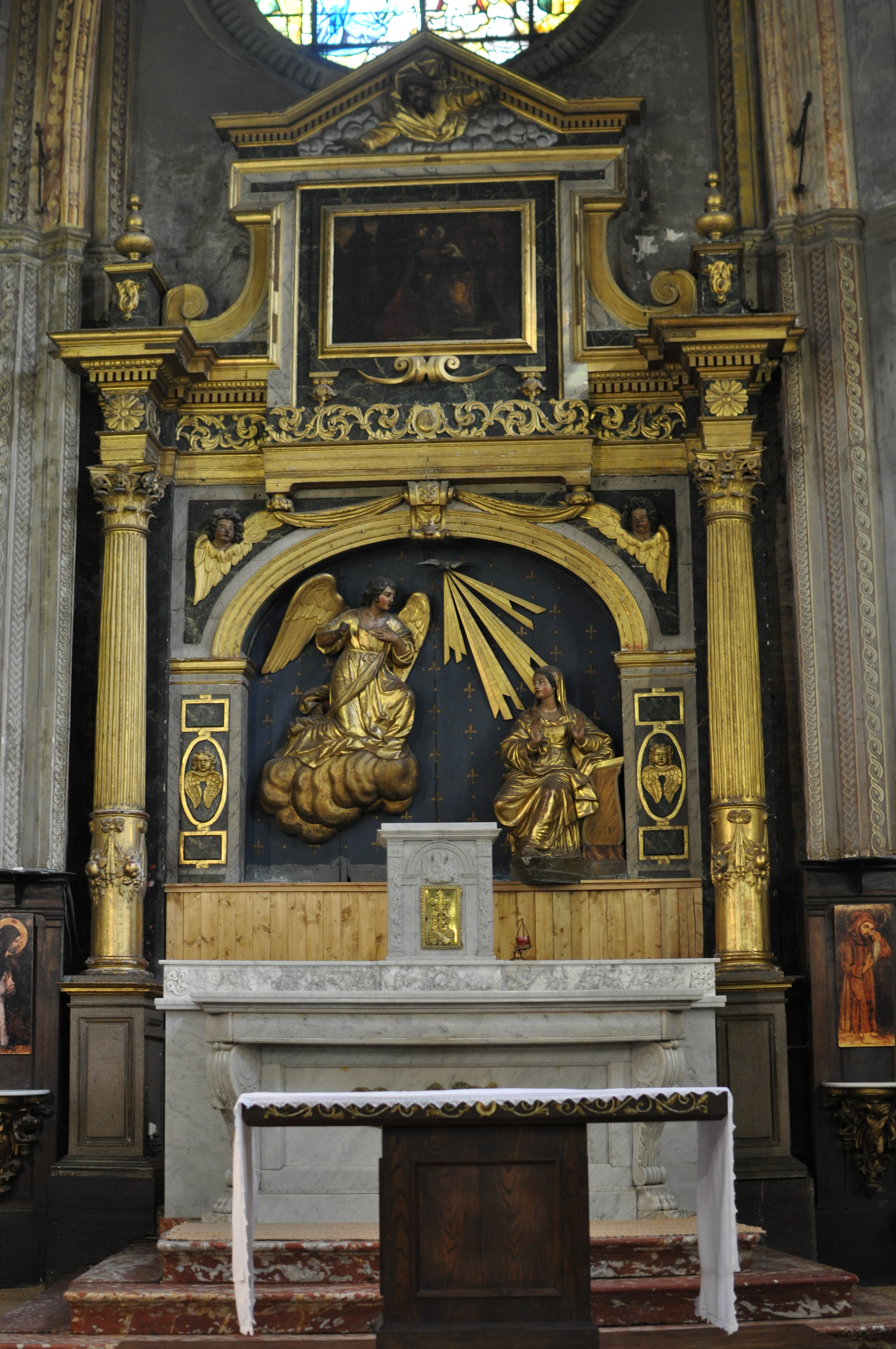
Retable et tableau de la Visitation Chapelle Notre-Dame-de-Nazareth de Toulouse
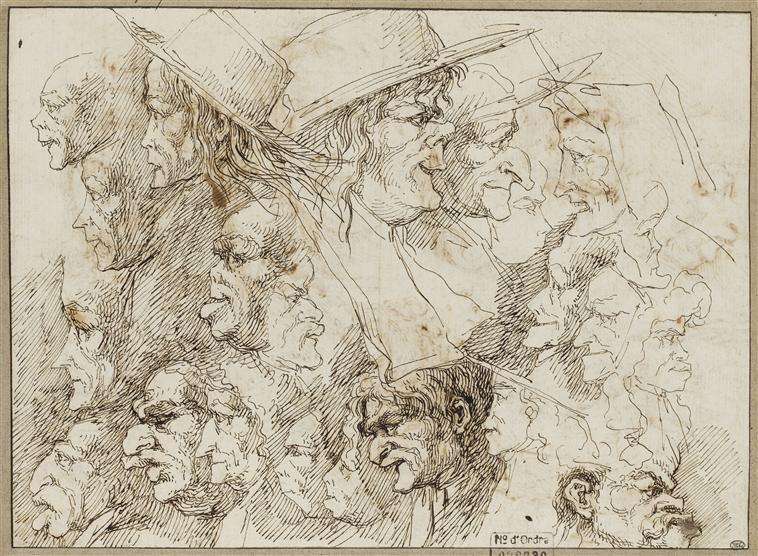
Profils caricaturaux, fin du XVIIe siècle (musée du Louvre, Paris)

### Architecture
- chapelle Saint-Antoine du couvent des religieux de Saint-Antoine-du-Salin, 20 rue Pharaon à Toulouse[8]
- hôtel Saint-Jean, 30 rue de la Dalbade à Toulouse, construit entre 1668 et 1680.  Classé MH (1990)[9].

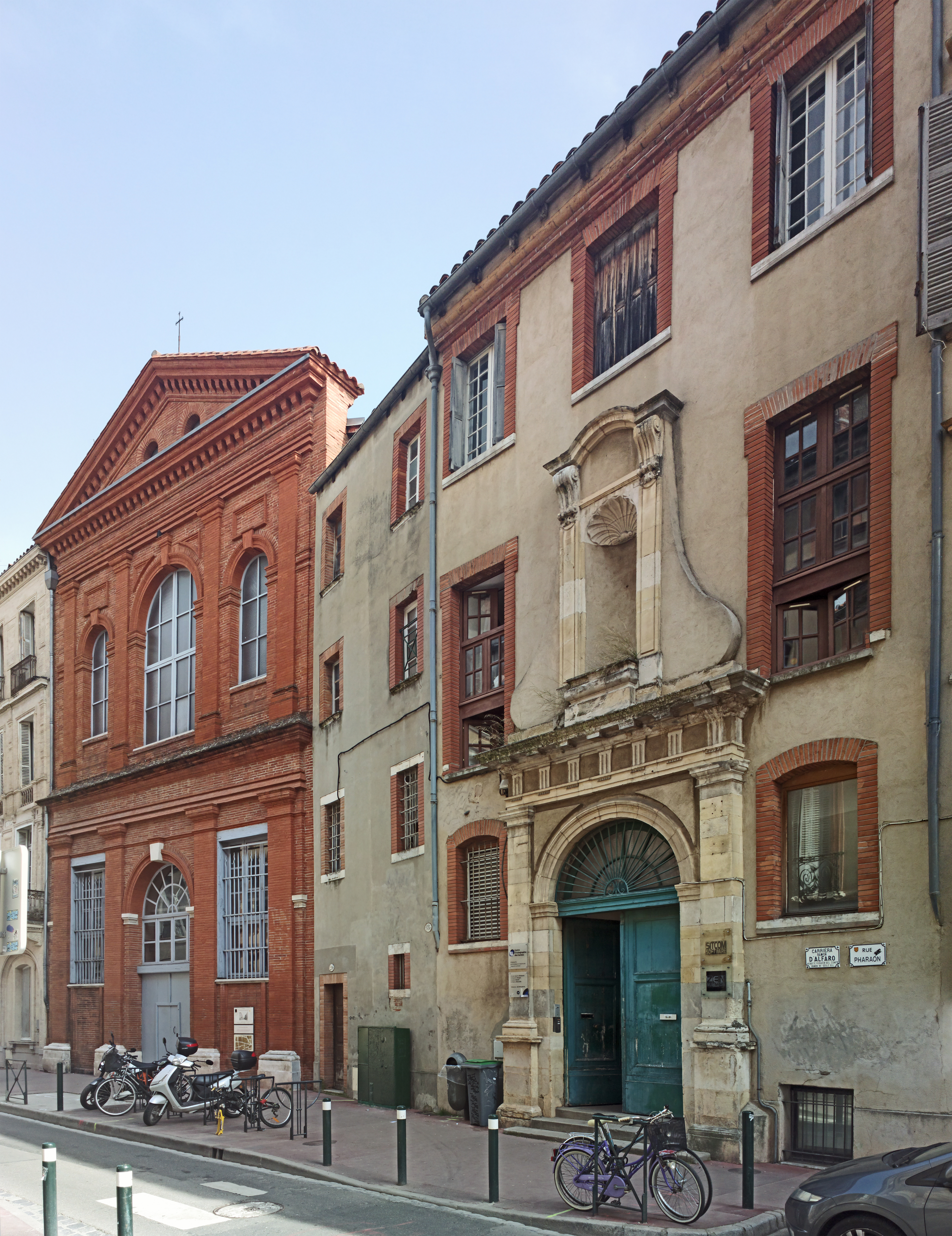
Façade de la chapelle du couvent des religieux de Saint-Antoine-du-Salin (1656).
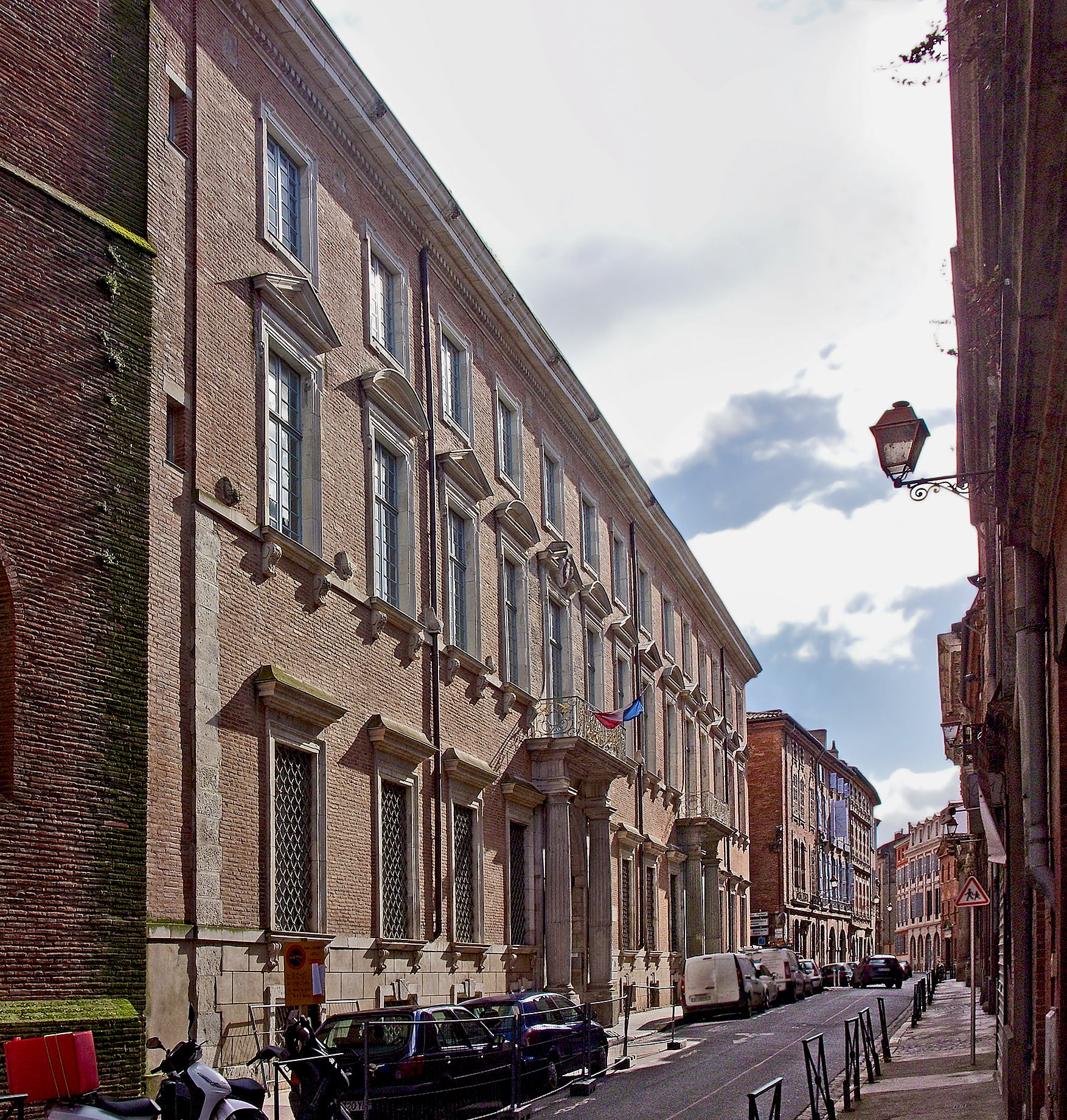
Façade de l'hôtel Saint-Jean sur la rue de la Dalbade (fin du XVIIe siècle).
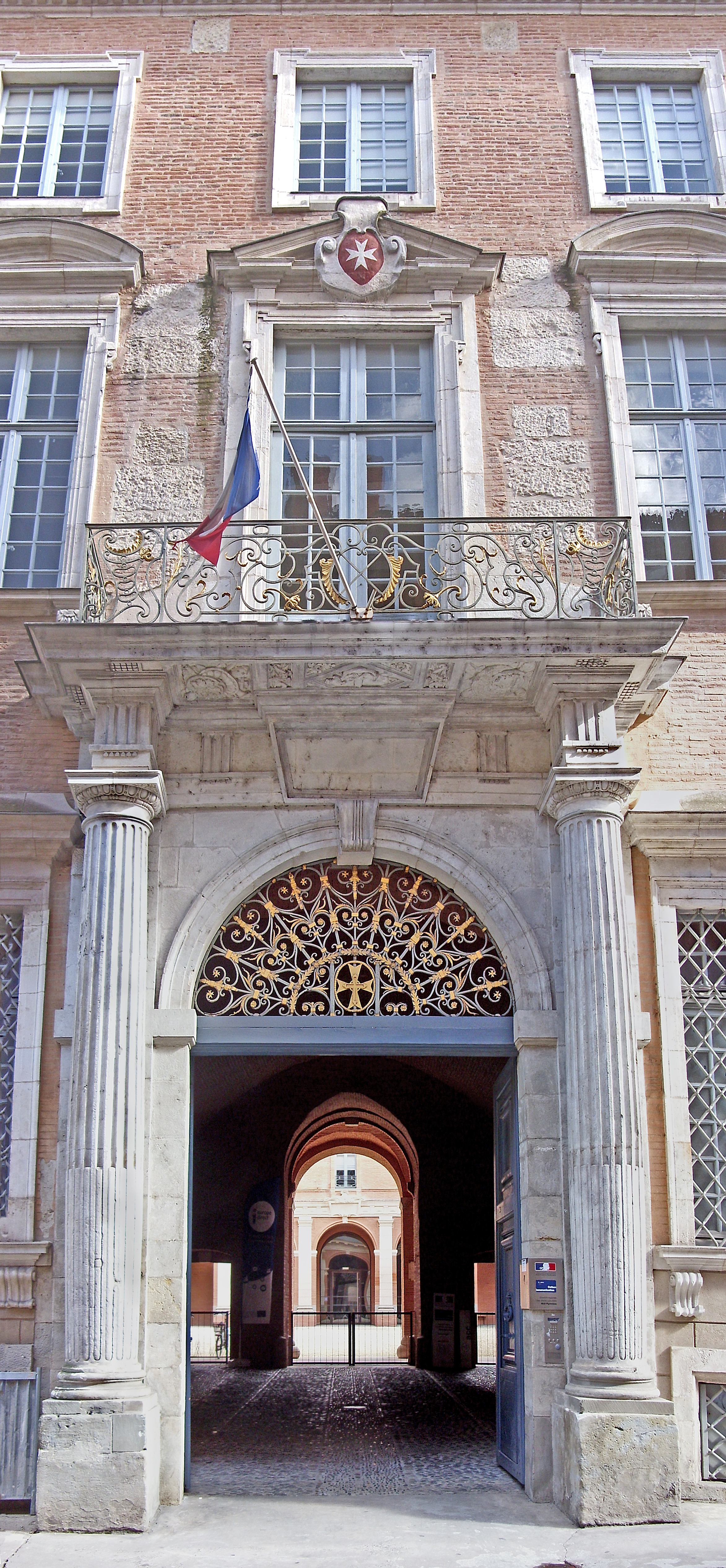
Porche de l'hôtel Saint-Jean.
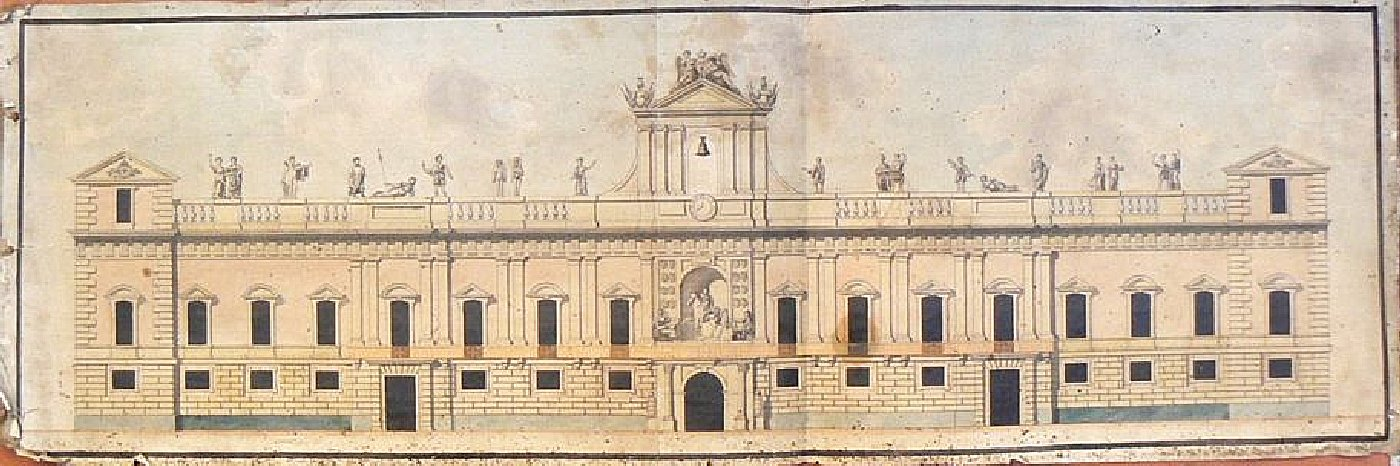
Dessin du projet de façade du Capitole (fin du XVIIe siècle).

## Publications
- Analyse des différens ouvrages de peinture, sculpture et architecture qui sont dans l'hôtel de ville de Toulouse[10], Toulouse, Dalles Joseph, 1770.

## Hommages
À Toulouse, la rue Rivals (en occitan : carrièra Joan Pèire e Antòni Rivals) porte son nom et celui de son fils, Antoine.